# Konstantin Andrejewitsch Thon

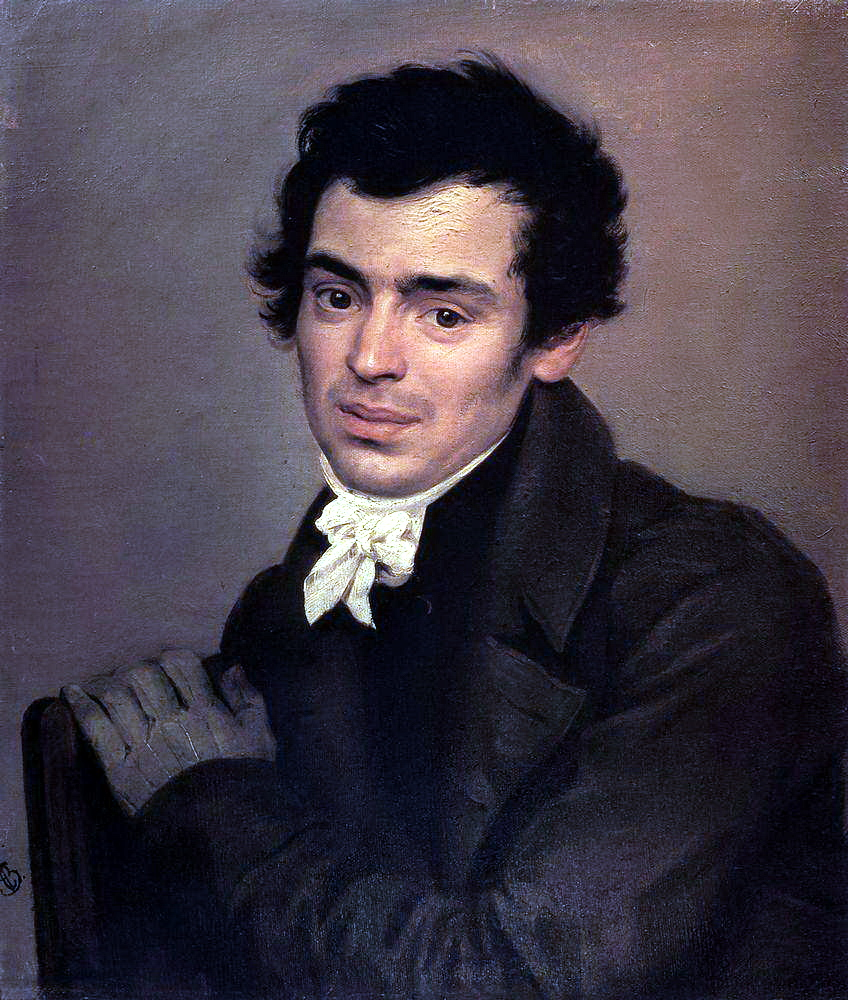
Konstantin Thon in den 1820er-Jahren, Porträt von Karl Pawlowitsch Brjullow

Konstantin Andrejewitsch Thon, auch Ton (russisch Константин Андреевич Тон, wiss. Transliteration Konstantin Andreevič Ton; * 26. Oktoberjul. / 6. November 1794greg. in Sankt Petersburg; † 25. Januarjul. / 6. Februar 1881greg. ebenda) war ein russischer Architekt deutscher Herkunft. Er war Architekt des Zaren während der Herrschaft von Nikolaus I.

## Leben
Er wuchs als Sohn eines deutschen Juweliers in Sankt Petersburg auf und besuchte die Petrischule. Im Alter von neun Jahren trat er in die Petersburger Kunstakademie ein, in der er bis 1815 studierte, unter anderem bei dem Architekten Andrei Woronichin. Für einige seiner Projekte wurde er im Laufe seiner Ausbildung mit Medaillen ausgezeichnet. In den Jahren von 1819 bis 1828 hielt er sich in Rom auf, um Kunststudien zu betreiben. Hier und in Florenz hielt er sich fast zehn Jahre lang auf.
Nach seiner Rückkehr nach Russland im Dezember 1828 wurde er 1830 zum Mitglied der Kunstakademie sowie drei Jahre später zum Professor an der Petersburger Kunstakademie ernannt. 1854 wurde er zum Rektor der Architekturabteilung der Akademie berufen.
Erste Aufmerksamkeit als Architekt erhielt er mit der Gestaltung der Innenausstattung des Gebäudes der Petersburger Kunstakademie am Ufer der Newa. 1827 unterbreitete er dem Zaren sein Projekt der Sankt-Katharinenkirche am Obwodnij-Kanal; sie sollte das erste Bauwerk im Stil der Russischen Renaissance werden. Thons Gebäude wurde ein Prestigeprojekt für andere Kirchen in Sankt Petersburg und ganz Russland. 1830 beendete er sein ehrgeizigstes Projekt seiner Zeit, das der Christ-Erlöser-Kathedrale in Moskau. Dutzende weiterer Kirchen und Kathedralen entstanden daraufhin in verschiedenen russischen Städten, wie in Suomenlinna (heute Finnland), Jelez, Arsamas, Tomsk, Rostow am Don und Krasnojarsk im von ihm geprägten  neobyzantinischen Baustil. Thon baute das prächtige Ipatios-Kloster in Kostroma um, errichtete hier eine Kirche und baute das Romanow-Palais um.
In der Zeit von 1838 bis 1851 war Thon mit der Konstruktion des Großen Kremlpalastes und der Rüstkammer in Moskau beschäftigt. Der Große Kreml-Palast mit seinen 700 Räumen und Salons sollte die Größe und Erhabenheit des Russischen Reiches widerspiegeln. Weiterhin zeichnete er für das Gebäude des Maly-Theaters in Moskau verantwortlich.
Thons letzte bedeutende Aufträge waren die Bahnhofsgebäude in Moskau und Sankt Petersburg, die in den Jahren 1849 bis 1851 entstanden. Hier verwandte er Elemente der Neorenaissance, venezianische Fassaden sowie mittelalterliche Glockentürme.
Nachdem sich in den letzten Jahren seines Lebens seine Gesundheit radikal verschlechtert hatte, verstarb Konstantin Thon 1881 in Sankt Petersburg. Er wurde dort auf dem Wolkowo-Friedhof beigesetzt.

## Werke

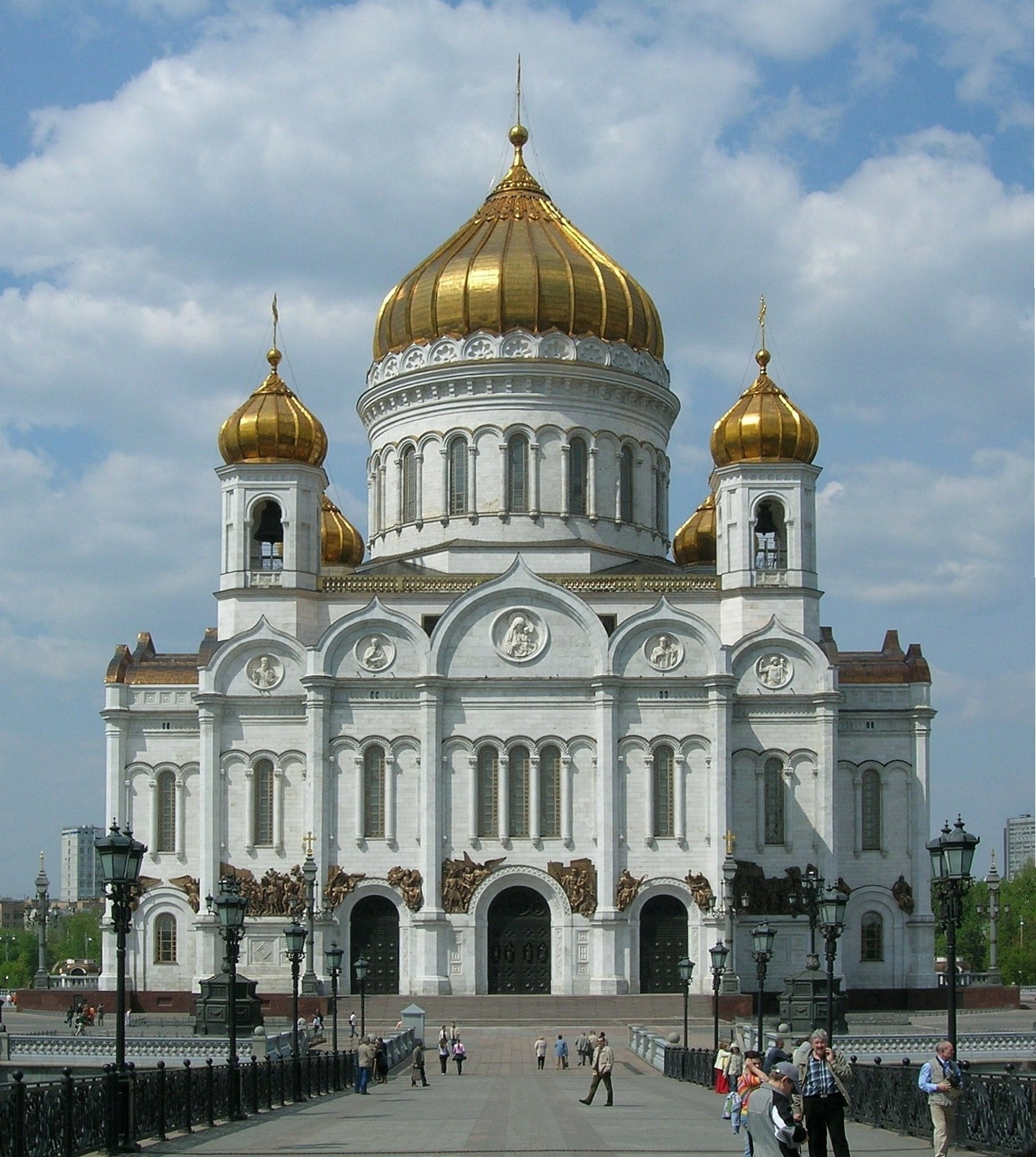
Monumentale Christ-Erlöser-Kathedrale in Moskau

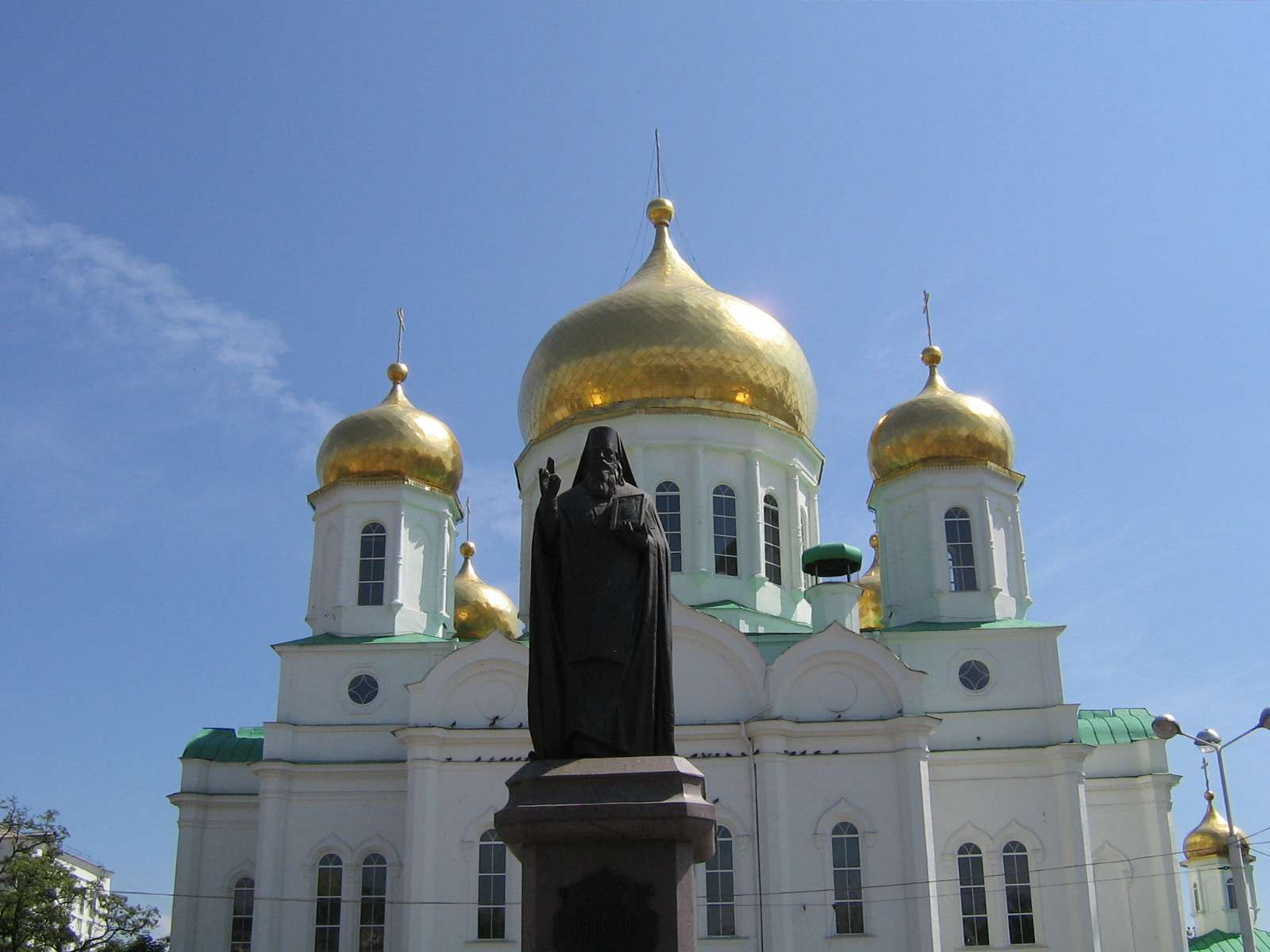
1885 Christi-Geburts-Kathedrale, Rostow am Don

- 1789–1840 Fertigstellung des Glockenturms der Mariä-Entschlafens-Kathedrale (Кафедральный собор Успения Пресвятой Богородицы) im Rjasaner Kreml in Zusammenarbeit mit Andrej Woronichin und I. O. Russko[1]
- 1837–1851 Großer Kremlpalast, Moskau
- 1840–1845 Kirche zu Christi Verklärung auf der Apothekerinsel (Церковь во имя Преображения Господня на Аптекарском острове) in Sankt Petersburg, in den 1930er Jahren profaniert und stark verändert[2]
- 1841–1842 Schewtschenko-Nationaltheater (национальный драматический театр имени Т.Г.Шевченко) in Charkow, 1893 umgestaltet[3]
- 1843–1851 Leningrader Bahnhof, Moskau
- 1843–1851 Moskauer Bahnhof, Sankt Petersburg (mit dem Leningrader Bahnhof in Moskau identisch)
- 1843–1853 Winterkirche zu Christi Erscheinen (Богоявленский зимний собор) des Klosters zu Christi Erscheinen in Uglitsch
- 1844–1851 Rüstkammer (Оружейная палата) im Moskauer Kreml[4]
- 1845–1848 Gouverneurspalast (Губернаторский дворец) im Kreml von Kasan in Zusammenarbeit mit Michail Korinfski und Alexander Peske[5]
- 1845–1889 Christi-Himmelfahrts-Kirche (Вознесенский собор) in Jelez[6]
- 1845–1852 Christi-Geburts-Kirche (Церковь Рождества Христова) in Arsamas[7]
- 1845–1853 Hauptkirche zur Ikone der Gottesmutter von Wladimir (Собор Владимирской иконы Божией Матери) des Mariä-Geburts-Klosters (Рождество-Богородицкий монастырь) in Sadonsk[8]
- 1849–1854 Festungskirche zum Hl. Alexander Newski (Крепостной собор Св. Александра Невского) in Sweaborg (heute Suomenlinna in Finnland), 1929 völlig verändert[9]
- 1849–1873 Kirche zur Ikone der Gottesmutter von Bogoljubowo (Собор Боголюбской Богоматери) in Koslow (heute Mitschurinsk)
- 1860–1883 Christ-Erlöser-Kathedrale, Moskau
- 1866–1877 Christi-Himmelfahrts-Kirche an der Ilinka (Церковь Вознесения Господня на Ильинке) in Nischni Nowgorod[10]
- 1875 Kirche des Hl. Nikolaus in Werchneuralsk
- 1885 Christus-Geburts-Kathedrale, Rostow am Don
- Umbau des Ipatios-Kloster (südlicher Zellentrakt, Bau einer Kirche, Ausbau des Romanow-Palais), Kostroma
- Maly-Theater, Moskau
- Umgestaltung der Petersburger Kunstakademie und Aufstellung der berühmten Sphingen, Sankt Petersburg
- Kirche der Hll. Joachim und Anna, Dolgoje (Rajon Solotouchino, Oblast Kursk)

### Zerstörte Bauwerke

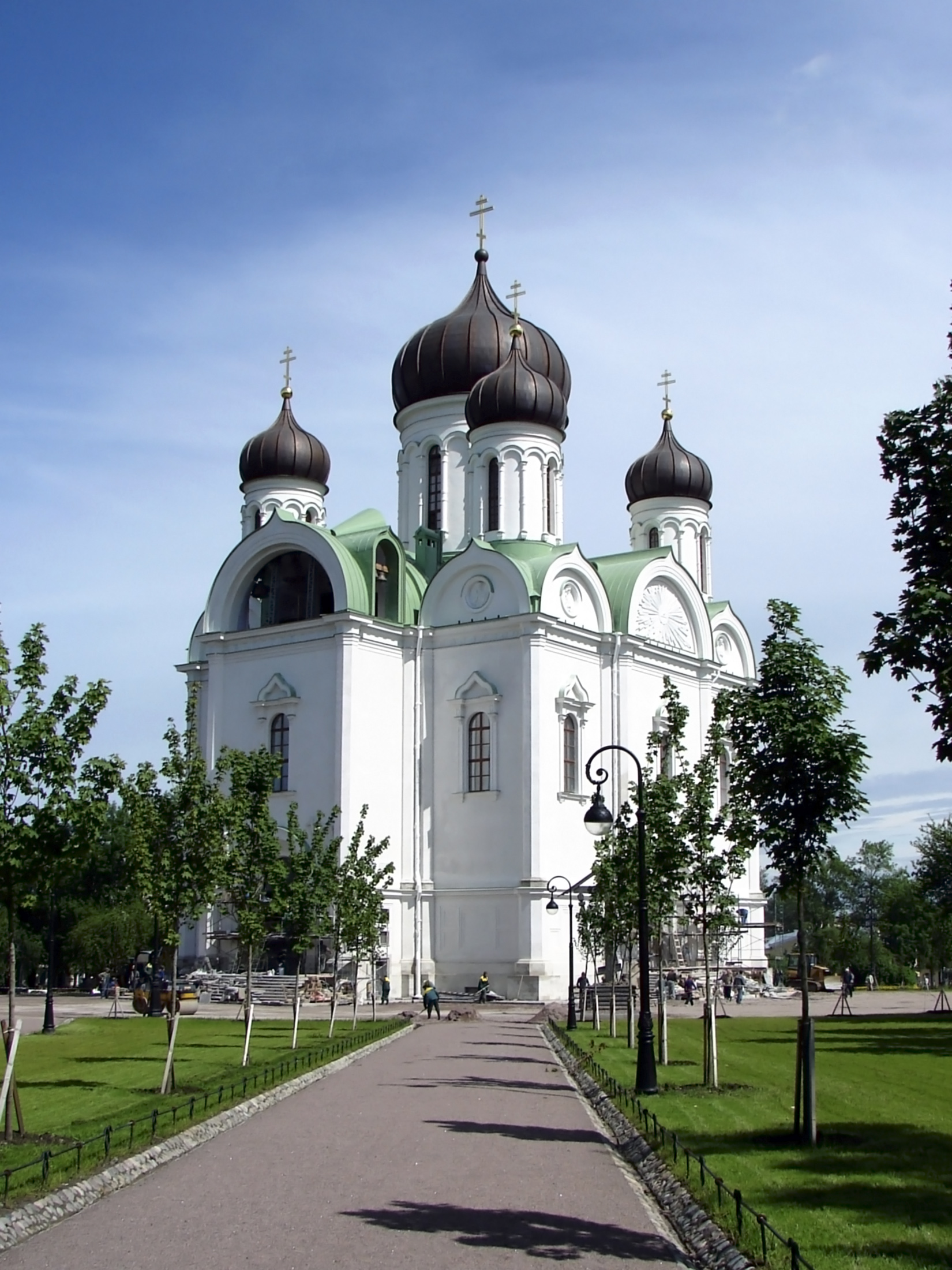
Kathedrale der Hl. Katharina (Puschkin, 2010)

- Kirche der Hl. Erzmärtyrerin Katharina (Церковь во имя Святой Великомученицы Екатерины) in Katharinenhof bei Sankt Petersburg, erbaut 1831–1837, 1929 abgebrochen[11]
- Kirche der Hl. Aposteln Peter und Paul (Церковь во имя Святых Апостолов Петра и Павла) in Peterhof bei Sankt Petersburg, erbaut 1835–1839, 1930 abgerissen[12]
- Kirche der Hl. Katharina (Собор во имя Святой Екатерины) in Zarskoje Selo (heute Puschkin), erbaut 1835–1840, 1939 zerstört[13], zwischen 2006 und 2010 wiederaufgebaut. Die Kathedrale wurde im Juli 2010 im Rahmen der 300-Jahr-Feier der Stadt Puschkin durch den Patriarchen von Moskau Kyrill I. geweiht.[14]
- Regimentskirche zu Mariä Tempelgang des Semjonowski-Regiments der Leibgarde (Собор во имя Введения во храм Пресвятой Богородицы лейб-гвардии Семеновского полка) in Sankt Petersburg, erbaut 1837–1842, 1933 zerstört[15]
- Kirche des Hl. Mitrofan von Woronesch auf dem Mitrofan-Friedhof (Церковь во имя Святителя Митрофания Воронежского на Митрофаниевском кладбище) in Sankt Petersburg, erbaut 1839–1847, 1929 abgebrochen[16]
- Denkmal für Gawriil Derschawin (памятник Державину) in Kasan, errichtet 1843–1846, 1932 bis auf geringe Reste zerstört und 2003 neu errichtet[17]
- Regimentskirche zu Mariä Verkündigung des Reiterregiments der Leibgarde (Церковь Благовещения Пресвятой Богородицы лейб-гвардии Конного полка) in Sankt Petersburg, erbaut 1844–1849, 1929 zerstört[18]
- Mariä-Geburts-Kathedrale (Богородице-Рождественский кафедральный собор) in Krasnojarsk, erbaut 1845–1861, 1936 abgebrochen.[19]
- Dreifaltigkeits-Kathedrale (Троицкий кафедральный собор) in Tomsk, erbaut 1845–1900, 1934 zerstört[20]
- Christ-Erlöser-Kirche (Спасский собор) in Pjatigorsk, erbaut 1846–1869, 1936 abgerissen[21]
- Regimentskirche des Hl. Märtyrers Miron des Leibgarde-Jägerregiments (Церковь во имя Святого мученика Мирония лейб-гвардии Егерского полка) in Sankt Petersburg, erbaut 1849–1855, 1934 abgerissen[22]

### Nicht ausgeführte Entwürfe
- 1831 Umgestaltung der Kirche des Hl. Johannes Klimakos (polnisch Cerkiew św. Jana Klimaka) in Warschau[23]
- 1834 Neubauprojekt für das Pulkowo-Observatorium (Пулковская обсерватория) bei Sankt Petersburg[24]